# Жоел Антоніо Мартінс
Жоел Антоніо Мартінс (порт. Joel Antônio Martins, 23 листопада 1931, Ріо-де-Жанейро — 1 січня 2003, Ріо-де-Жанейро) — бразильський футболіст, що грав на позиції півзахисника.
Виступав, зокрема, за «Фламенго», а також національну збірну Бразилії. У складі збірної — чемпіон світу.

## Клубна кар'єра
Жоел Антоніо Мартінс народився в районі Катете в Ріо-де-Жанейро. Він почав кар'єру граючи за команду школи Санту-Антоніу Марії Захаріас. У 1948 році він підписав контракт з клубом «Ботафогу». Там, граючи на правому фланзі атаки, Жоел провів два сезони, зігравши в 20 матчах. 
Наприкінці 1950 року форвард проводив дуже довгі переговори з «Ботафогу» з приводу продовження контракту. Тоді ж на нього вийшли представники клубу «Фламенго», які запропонували футболісту виступати за команду. «Ботафогу» був вкрай проти того, щоб Жоел, у якого до того моменту вже закінчився контракт, йшов. Клуб навіть пригрозив «Менго», що повністю розірве будь-які контакти, якщо угода відбудеться. В результаті «Рубру-Негрус», щоб не створювати конфліктну ситуацію і в знак доброї волі, заплатили «Ботафогу» за Жоела 100 тис. крузейро, хоча мали повне право не робити цього. У складі «Фламенго» гравець дебютував 14 жовтня 1951 року в матчі з «Флуміненсе», в якому його команда поступилася 0:1. 18 листопада того ж року Жоел забив перший м'яч за «Фламенго», вразивши ворота «Канто-до-Ріо». З приходом у «Фламенго» в 1953 році Еварісто у клубу утворилася чудова лінія нападу, що складалася з Еварісто, Жоела, Індіо, Маріо Загалло і Рубенса. Цей напад прозвали «Ролу Компресор», і він допоміг команді виграти три поспіль чемпіонати штату Ріо-де-Жанейро. У вирішальній грі першості 1954 року Жоел взяв безпосередню участь, віддавши два гольових паси. «Компресор» також взяли участь у найбільшому «розгромі» в історії Маракани: з рахунком 12:2 був переможений «Сан-Крістован» (Жоел забив останній гол у зустрічі). 
Після чемпіонату світу 1954 року форвард поїхав у іспанську «Валенсію». Він дебютував у складі клубу 26 жовтня в матчі з «Севільєю» і вже на 12-й хвилині зустрічі забив гол, який став єдиним у зустрічі. Жоел склав в клубі лінію нападу разом з іншим бразильцем, Валтером Марсіано, який прийшов на рік раніше, натуралізованим бразильцем Хуаном Рамосом Мачадо, парагвайцем Раулем Авейро і уругвайцем Ектором Нуньєсом. У всіх трьох сезонах Жоела клуб не домагався серйозних успіхів; найбільшим досягненням «Валенсії» в той період стало 4-е місце. Сам бразилець провів у команді 57 матчів і забив 16 голів. 
У 1961 році Жоел повернувся у «Фламенго». У перший же рік у клубі він допоміг виграти перший в історії клубу турнір Ріо-Сан-Паулу. Але наступного року в клуб прийшов тренер Флавіо Коста, у якого не склалися стосунки з Жоелом. Дійшло до того, що Коста просто на дорозі висадив гравця з клубного автобуса, що прямував на вирішальний матч чемпіонату штату з «Ботафого». У результаті нападник на стадіоні не з'явився, а клуб програв 0:3. 28 травня 1963 року Жоел провів свій останній матч за «Рубру-Негрус». У ньому клуб зіграв нульову нічию з клубом СКА (Ростов-на-Дону) під час турне по СРСР. Всього за клуб гравець провів 414 матчів (247 перемог, 81 нічия і 86 поразок), у яких забив 116 голів. 
У 1963 році Жоел перейшов у клуб «Віторія» з Сальвадора, де рік потому завершив кар'єру.

## Виступи за збірну
У складі збірної Бразилії Жоел дебютував 13 березня 1957 року на чемпіонаті Південної Америки у Перу проти Чилі (4:2). У другій грі того ж турніру, 21 березня, він забив перший м'яч за національну команду, вразивши ворота Еквадору. На турнірі гравець провів 6 матчів, а Бразилія посіла друге місце. 
Роком пізніше Жоел допоміг своїй команді перемогти на Кубку Освалдо Круза, де зіграв обидві зустрічі. Через місяць форвард був покликаний в національну збірну для поїздки на чемпіонат світу 1958 року у Швеції. Перед турніром Жоел вважався твердим гравцем стартового складу, вигравши конкуренцію у Гаррінчі. Він зіграв у перших двох матчах турніру з Австрією і Англією. Третю зустріч Бразилія повинна була проводити проти команди Радянського Союзу. За однією з версій напередодні гри лідери збірної Нілтон Сантос, Діді і Белліні, а також президент Конфедерації футболу Бразилії Жоао Авеланж підійшли до головного тренера Вісенте Феоли і наполягли, щоб той замінив Жоела на Гаррінчу, а іншого форварда, Маццолу, на Пеле. Пізніше учасники епізоду цю версію спростували, однак на матч зі збірною СРСР Бразилія дійсно вийшла з Гаррінчею і Пеле замість Маццоли і Жоела. Більше на турнірі, в якому бразильці виграли золоті медалі, Жоел на поле не виходив. 
Більш того, в склад збірної він повернувся тільки в 1961 році після повернення з Європи, коли вийшов у товариській грі з Парагваєм, де забив один з голів (3:2). Цей матч став останнім для Жоела у футболці збірної Бразилії, в якій він провів 14 матчів, а також одну неофіційну зустріч, і забив 3 голи.

## Подальше життя
Після завершення кар'єри колишній гравець повернувся у «Фламенго», де довгі роки тренував молодіжні склади команди. Серед вихованих їм футболістів були Зіко, Леандро, Леовежильдо Жуніор, Карлос Мозер та інші.
В кінці життя Жоел страждав від шлунково-кишкових захворювань. Він помер у ніч з 31 грудня на 1 січня 2003 року від гострої респіраторної недостатності і був похований на кладовищі Сан-Жуан-Батіста в районі Ботафого в Ріо-де-Жанейро.

## Титули і досягнення
- Переможець Ліги Каріока (3):

«Фламенго»: 1953, 1954, 1955
- Чемпіон світу (1):

Бразилія: 1958
- Срібний призер Чемпіонату Південної Америки: 1957